# Orthodoxe Heilig-Geist-Kirche (Vilnius)

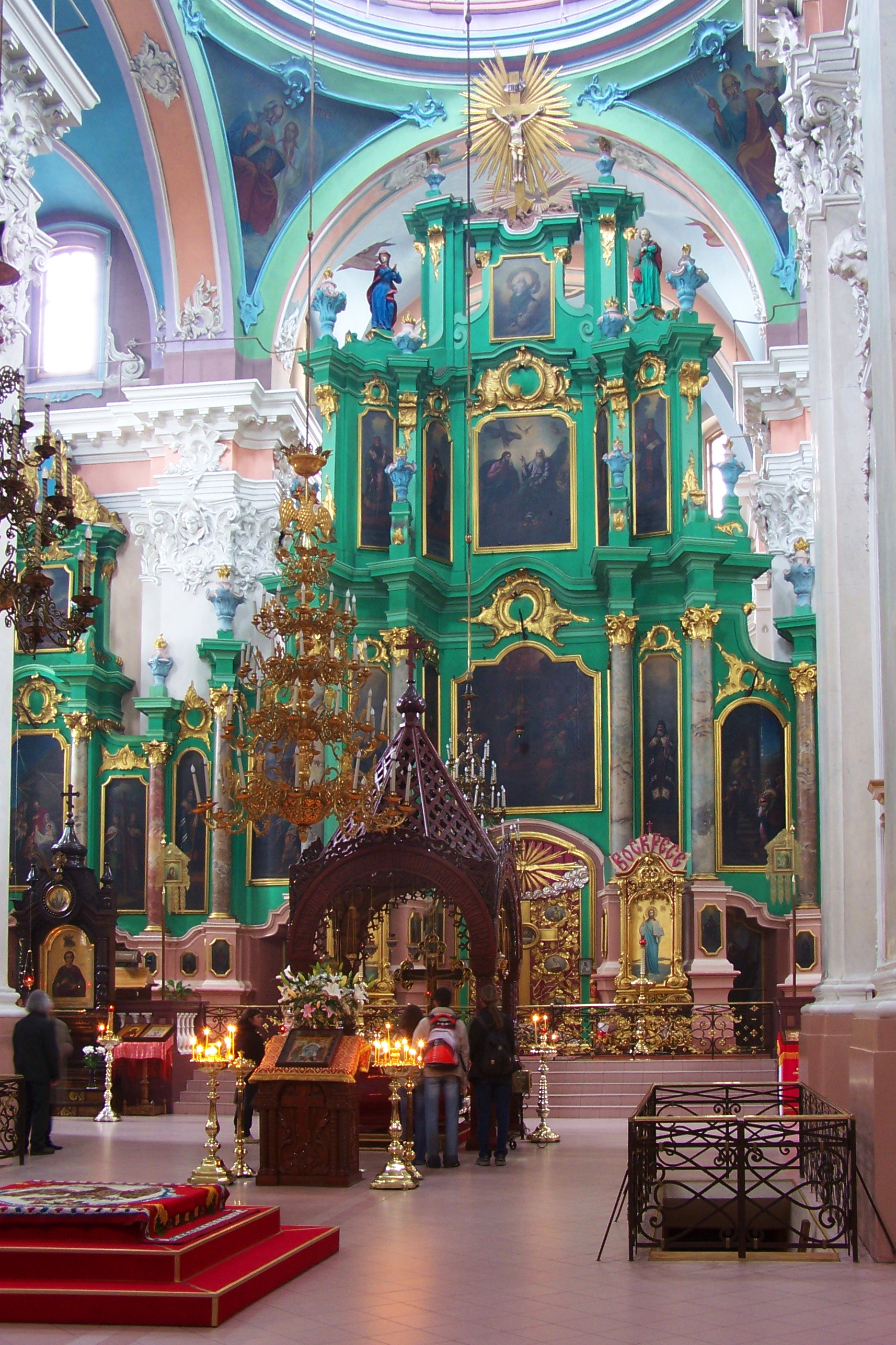
Ikonostase

Die Heilig-Geist-Kirche in der litauischen Hauptstadt Vilnius ist eine russisch-orthodoxe Kirche. Sie ist von der katholischen Heilig-Geist-Kirche zu unterscheiden.
An der Stelle der heutigen Kirche befand sich bereits eine kleine Holzkirche, welche 1638 in Form eines lateinischen Kreuzes errichtet wurde. Zur Kirche gehörte ein Konvent, der bereits 1567 öffnete. Nach einem Brand wurde die Kirche ab 1749 unter dem bedeutenden Wilnaer Architekten Johann Christoph Glaubitz neu errichtet. Für eine orthodoxe Kirche ungewöhnlich zeigt sie sich in Formen des Barock und des Rokoko, die Innengestaltung dauerte daher von 1749 bis 1753. Auch wenn im 19. Jahrhundert kleinere neobyzantinische Elemente hinzukamen, blieben doch die prunkvollen barocken Formen vorherrschend. Sowohl die Fresken als auch die altarartige Ikonostase aus Holz und die Kuppel verstärken den Prunk, bedingt durch die Farbgebung von kräftigem Blau und Grün. Ebenso untypisch für orthodoxe Kirchen sind die Skulpturen aus Stuckmarmor. Ein neuer Reliquienschrein wurde 1853 geschaffen.

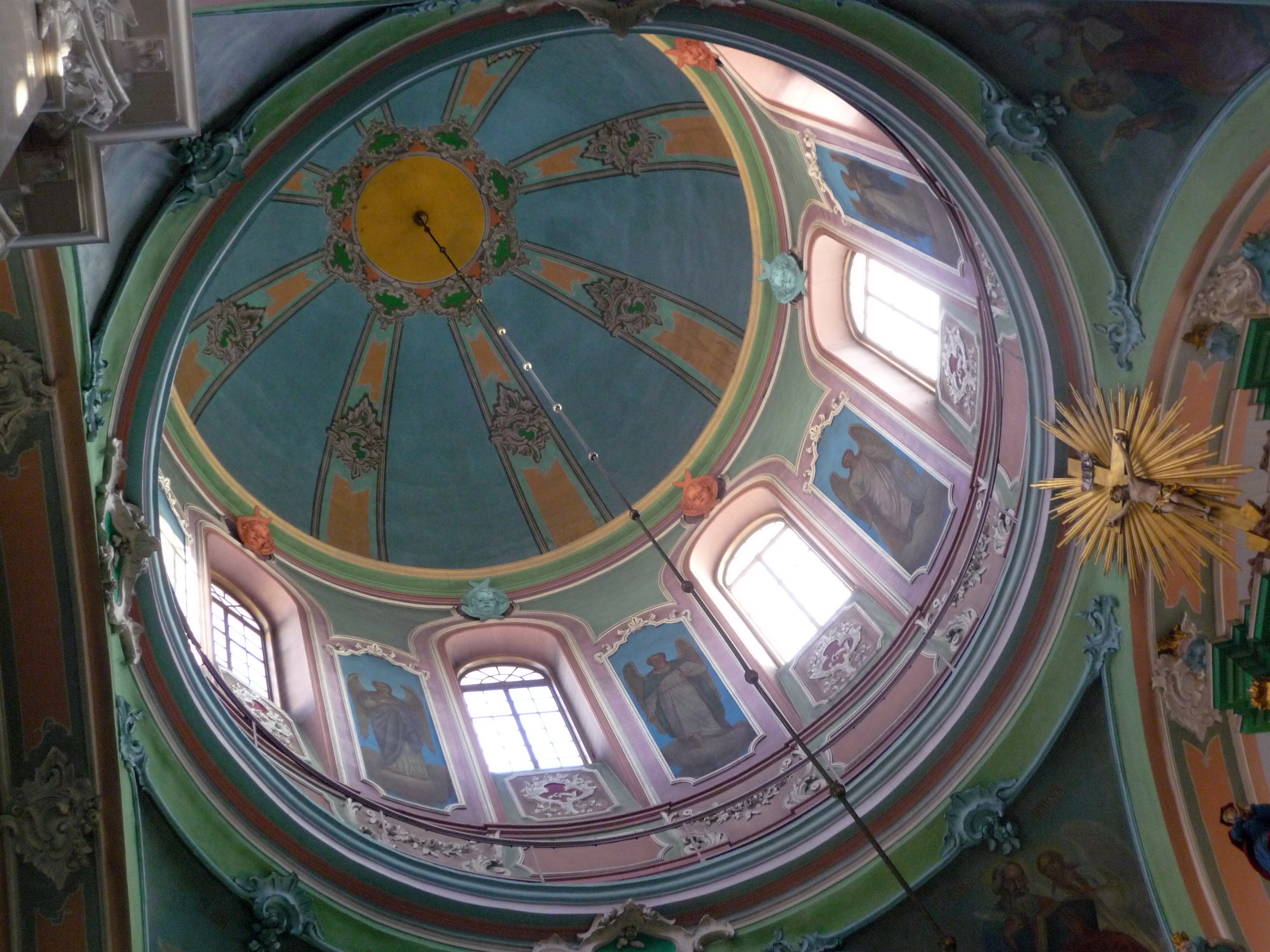
Kuppel

In der Krypta befinden sich die Heiligen Jonas, Eustachius und Antanas. Eine Eigenart der Gemeinde ist, dass diese Heiligen zu Weihnachten weiß, während der Fastenzeit schwarz und zu anderen hohen kirchlichen Feiertagen in rot überkleidet werden. Am 26. Juni werden sie ganz entkleidet gezeigt.
Die Kirche ist nicht nur die wichtigste orthodoxe Kirche Litauens, sondern auch Klosterkirche von gleich zwei Klöstern: dem Mönchskloster des Heiligen Geistes und dem Nonnenkonvent der Heiligen Maria Magdalena. Diese beiden Klöster sind auch die einzigen noch bestehenden orthodoxen Klöster des Landes.